# Чепак Дарія Олександрівна
Да́рка Чепа́к (нар. 5 грудня 1977, Львів; повне ім'я Дарія Олександрівна Чепак) — українська журналістка, маркетолог, прессекретарка президента України Віктора Януковича у 2011—2014 роках. Має другий ранг держслужбовця. Володіє українською, російською, англійською та польською мовами.

## Біографія
Народилась 5 грудня 1977 року у Львові. У 2000 році закінчила факультет журналістики Львівського національного університету імені Івана Франка, отримавши ступінь спеціаліста.
У серпні 2000 року почала працювати редактором сайту «Корреспондент.net», а у січні 2001 року стала редактором журналу «Корреспондент»[джерело?].
У серпні 2002 року перейшла на «5 канал» та до січня 2006 року займала посади випускового редактора, редактора дня та шеф-редактора. У 2006 році закінчила Університет економіки та права «КРОК» за напрямком «Управління проєктами», отримавши ступінь магістра. З січня 2006-го по серпень 2008-го була продюсером нових проєктів «5 каналу».
З вересня 2008-го по березень 2011-го була головним редактором «Савік Шустер Студії». З грудня 2010 року по березень 2011-го займала посаду директора ТВЦ «5 каналу».
У березні 2011 року призначена прессекретарем президента України Віктора Януковича. Призначення Чепак на цю посаду викликало неоднозначну реакцію в журналістській спільноті.
17 січня 2014 року, у день підписання Януковичем пакету «Законів про диктатуру», стало відомо, що Дарка Чепак подала у відставку з посади прессекретаря президента. 25 січня Янукович підписав указ про її звільнення.
З березня 2014 до 2018 року працювала у громадській організації «Інституті стратегічних досліджень „Нова Україна“»[джерело?].
У 2018 році закінчила Чартерний інститут маркетингу (CIM) у Міжнародному інституті бізнесу[джерело?].